# 北陸電話工事
北陸電話工事株式会社（ほくりくでんわこうじ）は、石川県金沢市に本社を置く建設会社である。事業内容はNTT西日本などNTTグループを中心とする電気通信設備工事である。

## 沿革
- 1949年11月 - 大信電話工業株式会社を設立。
- 1954年7月 - 現社名に変更。
- 1988年11月 - 株式を店頭公開。
- 1999年3月 - 大阪証券取引所第2部に上場。
- 2013年7月 - 大阪証券取引所と東京証券取引所の現物株市場統合に伴い、東京証券取引所第2部に指定替え。
- 2016年4月 - 本社を大手町から米泉町10丁目に移転。
- 2018年（平成30年）
  - 9月26日 - 東京証券取引所第2部上場廃止。
  - 10月1日 - コムシスホールディングス株式会社と経営統合を実施し、北陸電話工事は簡易株式交換によりコムシスホールディングスの完全子会社となる[1]。

## 主な事業
- 電気通信設備事業
  - NTTグループ工事の設計・施工など
  - 電気・通信設備工事の設計・施工（官公庁、自治体、通信事業者、一般企業など）
- IT事業
  - ソフトウェア開発
  - ネットワーク構築
  - インターネットサービス
  - デジタル放送関連システム

## 主な関連会社（子会社）
- 北話エンジニアリング株式会社
- トヤマ電話工事株式会社
- 電通自動車整備株式会社

## エリア放送
2013年にホワイトスペースを利用するエリア放送としてワンセグ放送を実施していた。
西部緑地公園内（石川県産業展示館）に地上一般放送局が設置されイベントで運用された。
| 免許人                | 局名                | 呼出符号     | 物理ch | 周波数        | 空中線電力 | ERP   | 業務区域                  |
| --------------------- | ------------------- | ------------ | ------ | ------------- | ---------- | ----- | ------------------------- |
| 北陸電話工事 株式会社 | 北話金沢 エリア放送 | JOXZ5AC-AREA | 35ch   | 605.142857MHz | 770μW      | 490μW | 石川県産業展示館1号館周辺 |
| 北陸電話工事 株式会社 | 北話金沢 エリア放送 | JOXZ5AD-AREA | 35ch   | 605.142857MHz | 770μW      | 490μW | 石川県産業展示館4号館内   |